# Nevin Yanıt Athletics Complex
Il Nevin Yanıt Athletics Complex (in turco Nevin Yanıt Atletizm Kompleksi), anche conosciuto come Nevin Yanıt Athletics Facility (Nevin Yanıt Atletizm Tesisler) è uno stadio di atletica leggera inaugurato nella città di Mersin, in Turchia, nel 2010 e intitolato all'atleta Nevin Yanıt, nativa di Mersin, nel 2011.
Il complesso ha ospitato le gare di atletica leggera e atletica leggera paralimpica durante i Giochi del Mediterraneo 2013.